# Camilla Martelli

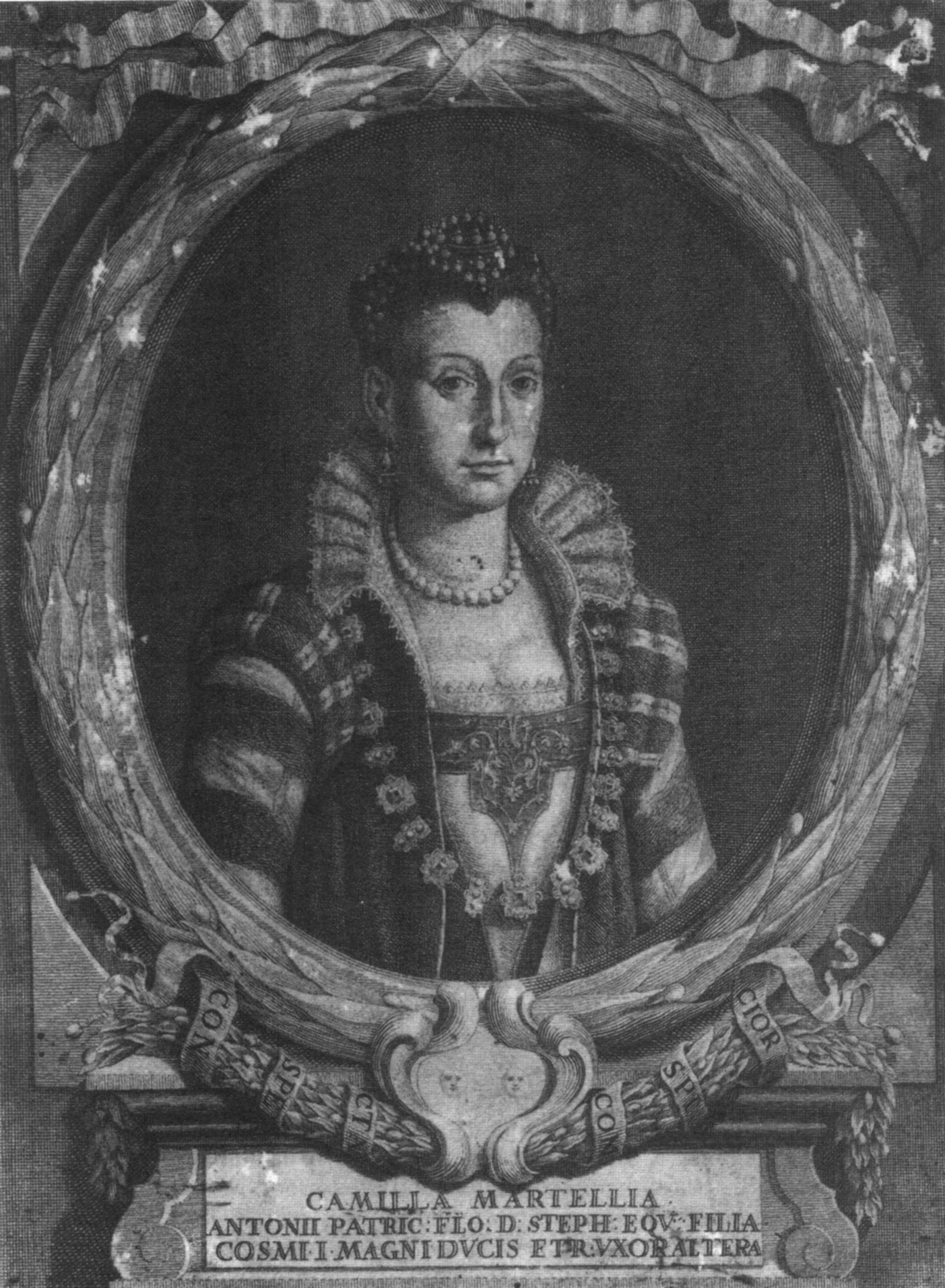
Camilla Martelli

Camilla Martelli, född 1545, död 1590, var mätress och därefter morganatiskt gift med Cosimo de Medici. Hon var dotter till Antonio och Fiammetta Soderini och medlem av en av de mest betydelsefulla handelsfamiljerna i Florens.
Efter sin frus död 1562 och sedan förhållandet med Eleonora de Albizi avslutats 1567 inledde Cosimo de Medici ett förhållande med Martelli. De fick 1568 en dotter, Virginia de Medici, och gifte sig i enlighet med påvens order år 1570. Äktenskapet var morganatiskt, och Camilla blev inte hertiginna, men trots detta blev deras dotter legitimiserad och fick en plats i tronföljdsordningen. Bröllopet orsakade en konflikt med Cosimos barn, som motsatte sig både äktenskapet och Cosimos påkostade levnadsstil, och paret drog sig tillbaka till villa de Castello, där de levde ett diskret liv. Då Cosimo paralyserades 1574 skötte Martelli om honom. Som änka blev hon inspärrad i kloster av sin före detta styvson.